# Shanghai Haigang Zuqiu Julebu 2021
Questa voce raccoglie le informazioni riguardanti lo Shanghai Port nelle competizioni ufficiali della stagione 2021.

## Maglie e sponsor
Lo sponsor tecnico per la stagione 2021 si riconferma la Nike mentre quello ufficiale rimane lo Shanghai Automotive Industry Corporation, a cui viene aggiunto sul petto Morris Garages in AFC Champions League. Sulla schiena e sulle maniche non vengono applicati sponsor nella coppa internazionale, mentre in campionato viene usato lo sponsor Roewe.
| Casa | Trasferta |

## Rosa
| N. |                    | Ruolo | Calciatore       |
| -- | ------------------ | ----- | ---------------- |
| 1  | Cina (bandiera)    | P     | Yan Junling      |
| 2  | Cina (bandiera)    | D     | Li Ang           |
| 3  | Cina (bandiera)    | D     | Yu Rui           |
| 4  | Cina (bandiera)    | D     | Wang Shenchao    |
| 5  | Croazia (bandiera) | D     | Ante Majstorović |
| 6  | Cina (bandiera)    | C     | Cai Huikang      |
| 8  | Brasile (bandiera) | C     | Oscar            |
| 9  | Brasile (bandiera) | C     | Paulinho         |
| 10 | Brasile (bandiera) | A     | Ricardo Lopes    |
| 11 | Cina (bandiera)    | A     | Lü Wenjun        |
| 12 | Cina (bandiera)    | P     | Chen Wei         |
| 13 | Cina (bandiera)    | D     | Wei Zhen         |
| 14 | Cina (bandiera)    | A     | Li Shenglong     |
| 15 | Cina (bandiera)    | D     | Li Shenyuan      |
| 16 | Cina (bandiera)    | D     | Zhang Huachen    |
| 17 | Cina (bandiera)    | C     | Chen Binbin      |
| 18 | Cina (bandiera)    | C     | Zhang Yi         |

| N. |                      | Ruolo | Calciatore               |
| -- | -------------------- | ----- | ------------------------ |
| 19 | Australia (bandiera) | C     | Aaron Mooy               |
| 20 | Cina (bandiera)      | C     | Yang Shiyuan             |
| 21 | Cina (bandiera)      | A     | Yu Hai                   |
| 22 | Cina (bandiera)      | P     | Du Jia                   |
| 23 | Cina (bandiera)      | D     | Fu Huan                  |
| 25 | Cina (bandiera)      | C     | Murehemaitijiang Mozhapa |
| 26 | Cina (bandiera)      | D     | Chen Chunxin             |
| 27 | Cina (bandiera)      | A     | Zhang Wei                |
| 28 | Cina (bandiera)      | D     | He Guan                  |
| 29 | Cina (bandiera)      | D     | Nie Meng                 |
| 30 | Cina (bandiera)      | D     | Jia Boyan                |
| 31 | Cina (bandiera)      | C     | Gao Haisheng             |
| 33 | Cina (bandiera)      | A     | Liu Zhurun               |
| 35 | Cina (bandiera)      | P     | Guo Tong                 |
| 36 | Cina (bandiera)      | A     | Halik Abraham            |
| 37 | Cina (bandiera)      | A     | Ren Lihao                |
| 39 | Cina (bandiera)      | A     | Hu Jinghang              |

## Organigramma societario

### Area Tecnica
- Ivan Leko - Allenatore
- Felipe Almeida - Vice allenatore
- Ian Walker - Allenatore dei portieri
- Xie Hui - Collaboratore tecnico
- Pedro Silva - Preparatore atletico
- Eduardo Santos - Fisioterapista
- Chen Yaodong - Direttore tecnico

## Calciomercato

### Sessione invernale
| Acquisti         | Acquisti         | Acquisti                | Acquisti                    |
| R.               | Nome             | da                      | Modalità                    |
| ---------------- | ---------------- | ----------------------- | --------------------------- |
| P                | Du Jia           | Tianjin Teda            | svincolato                  |
| D                | Ante Majstorović | Osijek                  | definitivo (3,31 milioni €) |
| D                | Li Ang           | Jiangsu Suning          | svincolato                  |
| D                | Li Shenyuan      | Inner Mongolia Zhongyou | fine prestito               |
| D                | Wei Lai          | Nantong Zhiyun          | fine prestito               |
| C                | Gao Haisheng     | Guizhou Hengfeng        | fine prestito               |
| C                | Ablahan Haliq    | Henan S.L.              | svincolato                  |
| C                | Zhang Huachen    | Nantong Zhiyun          | fine prestito               |
| A                | Hu Jinghang      | Wuhan Zall              | fine prestito               |
| Altre operazioni |                  |                         |                             |
| R.               | Nome             | da                      | Modalità                    |
| P                | Shi Xiaodong     | Nantong Zhiyun          | fine prestito               |
| C                | Odil Akhmedov    | Tianjin Teda            | fine prestito               |
| A                | Li Haowen        | Suzhou Dongwu           | fine prestito               |

| Cessioni         | Cessioni      | Cessioni                 | Cessioni   |
| R.               | Nome          | a                        | Modalità   |
| ---------------- | ------------- | ------------------------ | ---------- |
| P                | Sun Le        | Suzhou Dongwu            | svincolato |
| D                | Shi Ke        | Shandong Taishan         | svincolato |
| C                | Huang Wenzhuo | Xinjiang Tianshan Xuebao | svincolato |
| C                | Lin Chuangyi  | Shijiazhuang Yong.       | svincolato |
| A                | Hulk          | Atlético Mineiro         | svincolato |
| A                | Shi Jian      | Xinjiang Tianshan Xuebao | svincolato |
| Altre Operazioni |               |                          |            |
| R.               | Nome          | a                        | Modalità   |
| P                | Shi Xiaodong  | Nantong Zhiyun           | svincolato |
| C                | Odil Akhmedov | Shijiazhuang Yong.       | svincolato |
| A                | Li Haowen     | Suzhou Dongwu            | svincolato |

### Sessione estiva
| Acquisti | Acquisti | Acquisti | Acquisti                    |
| R.       | Nome     | da       | Modalità                    |
| -------- | -------- | -------- | --------------------------- |
| C        | Paulinho | Hebei FC | definitivo (3,92 milioni €) |

| Cessioni | Cessioni         | Cessioni       | Cessioni                 |
| R.       | Nome             | a              | Modalità                 |
| -------- | ---------------- | -------------- | ------------------------ |
| A        | Marko Arnautović | Bologna        | definitivo (3 milioni €) |
| A        | Lei Wenjie       | Nantong Zhiyun | prestito                 |

## Risultati

### Chinese Super League
| Arbitro: | Tang Shunqi |

|                   |           |                                                                     |
| Jules Iloki 90+4’ | Marcatori | 26’, 49’, 57’ Marko Arnautović 30’ Lü Wenjun 47’, 54’ Ricardo Lopes |

| Arbitro: | Li Haixin |

|                                    |           |                    |
| Ricardo Lopes 1’, 4’ Lü Wenjun 81’ | Marcatori | Jonathan Viera 22’ |

| Arbitro: | Zhang Lei |

|                      |           |                  |
| Wang Dong 71’ (Rig.) | Marcatori | 88’ (Rig.) Oscar |

| Arbitro: | Jin J. |

|                                       |           |                    |
| Marko Arnautović 78’ Oscar 88’ (Rig.) | Marcatori | 25’ Zhang Chenglin |

| Arbitro: | Zhang Lei |

|          |           |                 |
| Hulk 69’ | Marcatori | 50’ Zang Yifeng |

| Suzhou 22 agosto 2020, ore 19:00 UTC+8 6ª giornata                               | Beijing Guoan | 1 – 2 referto               | Shanghai SIPG | Stadio Suzhou City Sports Centre (0 spett.) |
| \| \| \| \| \| Cédric Bakambu 14’ \| Marcatori \| 27’ Wang Shenchao 76’ Oscar \| |               |                             |               |                                             |
|                                                                                  |               |                             |               |                                             |
| Cédric Bakambu 14’                                                               | Marcatori     | 27’ Wang Shenchao 76’ Oscar |               |                                             |

| Arbitro: | Haixin L. |

|                                                  |           |  |
| Marko Arnautović 18’ Wang Shenchao 20’ Oscar 66’ | Marcatori |  |

| Arbitro: | Zhang L. |

|                                                                 |           |                    |
| Odil Ahmedov 29’ Hulk 45’ Marko Arnautović 72’ Oscar 82’ (Rig.) | Marcatori | 90+2’ Honglue Zhao |

| Arbitro: | Wei L. |

|                               |           |  |
| Wang Qiuming 45’ Marcão 90+5’ | Marcatori |  |

| Arbitro: | Jin J. |

|                                 |           |                         |
| Marko Arnautović 45+1’ Hulk 46’ | Marcatori | 85’ Romain Alessandrini |

| Arbitro: | Zhang Lei |

|                  |           |                                     |
| Eddy Gnahoré 80’ | Marcatori | 59’ Marko Arnautović 71’ Aaron Mooy |

| Arbitro: | Shi Z. |

|  |           |                 |
|  | Marcatori | 72’ (Rig.) Hulk |

| Arbitro: | Lei Zhang |

|                 |           |  |
| Hulk 44’ (Rig.) | Marcatori |  |

| Arbitro: | Haixin Li |

|                   |           |  |
| Yuan Mincheng 38’ | Marcatori |  |

### Gruppo campioni

#### Quarti di finale
| Shanghai 18 ottobre 2020, ore 19:00 UTC+8 Andata | Shanghai Shenhua | 0 – 0 referto | Shanghai SIPG | Hongkou Stadium\| Arbitro: \| Baolong G. \| |
| Arbitro:                                         | Baolong G.       |               |               |                                             |

| Arbitro: | Ning M. |

|                                                          |                      |                                                               |
| Hulk 55’ (Rig.)                                          | Marcatori            | 90+1’ Sun Shilin                                              |
| Hulk Aaron Mooy Lü Wenjun Murehemaitijiang Mozhapa Oscar | Tiri di rigore 5 – 4 | Giovanni Moreno Miller Bolaños Cao Yunding Xu Yang Sun Shilin |

#### Semifinale
| Arbitro: | Kim H. |

|                   |           |                        |
| Alex Teixeira 55’ | Marcatori | 81’ (A.g.) Zhang Cheng |

| Arbitro: | Baolong G. |

|                  |           |                         |
| Yang Shiyuan 25’ | Marcatori | 78’ Wu Xi 107’ Luo Jing |

#### Finale terzo/quarto posto
| Arbitro: | Ko Hyung-Jin |

|                       |           |                                     |
| Guo Quanbo 90’ (A.g.) | Marcatori | 27’ Cédric Bakambu 51’ Chi Zhongguo |

| Arbitro: | Baolong G. |

|          |           |                   |
| Alan 31’ | Marcatori | 47’ Ricardo Lopes |

### Coppa della Cina

#### Primo Turno
| Kunshan 19 settembre 2020, ore 14:00 UTC+8                                                              | Shanghai SIPG | 3 – 2 referto                 | Chongqing Lifan | Stadio Kunshan Sports Center Stadium (0 spett.) |
| \| \| \| \| \| Yu Hai 34’ Oscar 45+1’ Li Shenglong 74’ \| Marcatori \| 52’ Marcinho 54’ Dong Honglin \| |               |                               |                 |                                                 |
| |               |                               |                 |                                                 |
| Yu Hai 34’ Oscar 45+1’ Li Shenglong 74’                                                                 | Marcatori     | 52’ Marcinho 54’ Dong Honglin |                 |                                                 |

#### Secondo Turno
| Arbitro: | Huang Yi |

|  |           |                                                                       |
|  | Marcatori | 30’ Yang Chaosheng 39’ Tan Long 56’ Serginho 75’ Memet-Raim Memet-Ali |

### AFC Champions League

#### Turni preliminari
| Arbitro: | Shaun Evans |

|  |           |                 |
|  | Marcatori | Audie Menzi 16’ |

## Statistiche

### Statistiche di squadra
| Competizione         | Punti | In casa | In casa | In casa | In casa | In casa | In casa | In trasferta | In trasferta | In trasferta | In trasferta | In trasferta | In trasferta | Totale | Totale | Totale | Totale | Totale | Totale | DR  |
| Competizione         | Punti | G       | V       | N       | P       | Gf      | Gs      | G            | V            | N            | P            | Gf           | Gs           | G      | V      | N      | P      | Gf     | Gs     | DR  |
| -------------------- | ----- | ------- | ------- | ------- | ------- | ------- | ------- | ------------ | ------------ | ------------ | ------------ | ------------ | ------------ | ------ | ------ | ------ | ------ | ------ | ------ | --- |
| Super League         | 32    | 11      | 9       | 1       | 1       | 21      | 4       | 11           | 4            | 5            | 2            | 21           | 10           | 22     | 13     | 6      | 3      | 42     | 14     | +28 |
| Coppa di Cina        | -     | 3       | 1       | 2       | 0       | 2       | 1       | 4            | 3            | 0            | 1            | 10           | 3            | 7      | 4      | 2      | 1      | 12     | 4      | +8  |
| AFC Champions League | -     | 1       | 0       | 0       | 1       | 0       | 1       | 0            | 0            | 0            | 0            | 0            | 0            | 1      | 0      | 0      | 1      | 0      | 1      | -1  |
| Totale               | 32    | 15      | 10      | 3       | 2       | 23      | 6       | 15           | 7            | 5            | 3            | 31           | 13           | 30     | 17     | 8      | 5      | 54     | 19     | +35 |

### Andamento in campionato
| Giornata  | 1 | 2 | 3 | 4 | 5 | 6 | 7 | 8 | 9 | 10 | 11 | 12 | 13 | 14 |
| --------- | - | - | - | - | - | - | - | - | - | -- | -- | -- | -- | -- |
| Luogo     | T | C | T | C | C | T | C | C | T | C  | T  | T  | C  | T  |
| Risultato | V | V | N | V | N | V | V | V | P | V  | V  | V  | V  | P  |
| Posizione | 1 | 1 | 2 | 2 | 2 | 1 | 1 | 1 | 1 | 1  | 1  | 1  | 1  | 1  |

Fonte:  CSL 2020, su it.soccerway.com.
Legenda:

Luogo: C = Casa; T = Trasferta. Risultato: V = Vittoria; N = Pareggio; P = Sconfitta.

### Statistiche dei giocatori
Sono in corsivo i calciatori che hanno lasciato la società a stagione in corso.
| Giocatore                | Super League | Super League | Super League | Super League | Coppa di Cina | Coppa di Cina | Coppa di Cina | Coppa di Cina | AFC Champions League | AFC Champions League | AFC Champions League | AFC Champions League | Totale   | Totale | Totale      | Totale     |
| Giocatore                | Presenze     | Reti         | Ammonizioni  | Espulsioni   | Presenze      | Reti          | Ammonizioni   | Espulsioni    | Presenze             | Reti                 | Ammonizioni          | Espulsioni           | Presenze | Reti   | Ammonizioni | Espulsioni |
| ------------------------ | ------------ | ------------ | ------------ | ------------ | ------------- | ------------- | ------------- | ------------- | -------------------- | -------------------- | -------------------- | -------------------- | -------- | ------ | ----------- | ---------- |
| Marko Arnautović         | 4            | 3            | 2            | 0            | -             | -             | -             | -             | -                    | -                    | -                    | -                    | 4        | 3      | 2           | 0          |
| Cai Huikang              | 1            | 0            | 0            | 0            | 1             | 0             | 0             | 0             | -                    | -                    | -                    | -                    | 2        | 0      | 0           | 0          |
| Chen Binbin              | 9            | 0            | 0            | 0            | 1             | 0             | 0             | 0             | -                    | -                    | -                    | -                    | 10       | 0      | 0           | 0          |
| Chen Chunxin             | 8            | 1            | 0            | 0            | 3             | 0             | 0             | 0             | -                    | -                    | -                    | -                    | 11       | 1      | 0           | 0          |
| Chen Wei                 | 2            | -1           | 0            | 0            | 6             | -3            | 0             | 0             | -                    | -                    | -                    | -                    | 8        | -4     | 0           | 0          |
| Du Jia                   | 0            | 0            | 0            | 0            | 0             | 0             | 0             | 0             | -                    | -                    | -                    | -                    | 0        | 0      | 0           | 0          |
| Fu Huan                  | 1            | 0            | 0            | 0            | 3             | 0             | 0             | 0             | 0+1                  | 0                    | 1                    | 0                    | 5        | 0      | 1           | 0          |
| Gao Haisheng             | -            | -            | -            | -            | 0             | 0             | 0             | 0             | 0+1                  | 0                    | 0                    | 0                    | 1        | 0      | 0           | 0          |
| Guo Tong                 | 0            | 0            | 0            | 0            | -             | -             | -             | -             | 0+1                  | -1                   | 0                    | 0                    | 1        | -1     | 0           | 0          |
| Ablahan Haliq            | 17           | 1            | 1            | 0            | 5             | 0             | 0             | 0             | -                    | -                    | -                    | -                    | 22       | 1      | 1           | 0          |
| He Guan                  | 19           | 0            | 2            | 0            | 5             | 1             | 0             | 0             | -                    | -                    | -                    | -                    | 24       | 1      | 2           | 0          |
| Hu Jinghang              | 7            | 1            | 1            | 0            | 5             | 0             | 0             | 0             | 0+1                  | 0                    | 0                    | 0                    | 13       | 1      | 1           | 0          |
| Huang Zhenfei            | -            | -            | -            | -            | -             | -             | -             | -             | 0+1                  | 0                    | 0                    | 0                    | 1        | 0      | 0           | 0          |
| Jia Boyan                | 2            | 0            | 0            | 0            | -             | -             | -             | -             | -                    | -                    | -                    | -                    | 2        | 0      | 0           | 0          |
| Jia Tianzi               | -            | -            | -            | -            | -             | -             | -             | -             | 0+1                  | 0                    | 0                    | 0                    | 1        | 0      | 0           | 0          |
| Lei Wenjie               | -            | -            | -            | -            | -             | -             | -             | -             | 0+1                  | 0                    | 0                    | 0                    | 1        | 0      | 0           | 0          |
| Li Ang                   | 13           | 1            | 3            | 0            | 1             | 0             | 0             | 0             | -                    | -                    | -                    | -                    | 14       | 1      | 3           | 0          |
| Li Shenglong             | 21           | 2            | 1            | 0            | 6             | 0             | 0             | 0             | -                    | -                    | -                    | -                    | 27       | 2      | 1           | 0          |
| Li Shenyuan              | 16           | 2            | 2            | 0            | 6             | 2             | 0             | 0             | -                    | -                    | -                    | -                    | 22       | 4      | 2           | 0          |
| Liu Zhurun               | 10           | 2            | 0            | 0            | 7             | 3             | 0             | 0             | -                    | -                    | -                    | -                    | 17       | 5      | 0           | 0          |
| Ricardo Lopes            | 14           | 4            | 1            | 0            | -             | -             | -             | -             | -                    | -                    | -                    | -                    | 14       | 4      | 1           | 0          |
| Lü Kun                   | -            | -            | -            | -            | 0             | 0             | 0             | 0             | -                    | -                    | -                    | -                    | 0        | 0      | 0           | 0          |
| Lü Wenjun                | 22           | 7            | 1            | 0            | 7             | 3             | 0             | 0             | -                    | -                    | -                    | -                    | 29       | 10     | 1           | 0          |
| Mao Rui                  | -            | -            | -            | -            | -             | -             | -             | -             | 0                    | 0                    | 0                    | 0                    | 0        | 0      | 0           | 0          |
| Aaron Mooy               | 13           | 5            | 1            | 0            | 1             | 0             | 0             | 0             | -                    | -                    | -                    | -                    | 14       | 5      | 1           | 0          |
| Murehemaitijiang Mozhapa | 18           | 0            | 1            | 1            | 7             | 0             | 0             | 0             | -                    | -                    | -                    | -                    | 25       | 0      | 1           | 1          |
| Nie Meng                 | 0            | 0            | 0            | 0            | -             | -             | -             | -             | 0+1                  | 0                    | 1                    | 0                    | 1        | 0      | 1           | 0          |
| Oscar                    | 22           | 5            | 1            | 0            | 3             | 0             | 0             | 1             | -                    | -                    | -                    | -                    | 25       | 5      | 1           | 1          |
| Paulinho                 | 9            | 2            | 3            | 0            | 5             | 2             | 0             | 0             | -                    | -                    | -                    | -                    | 14       | 4      | 3           | 0          |
| Sun Guan'ou              | -            | -            | -            | -            | -             | -             | -             | -             | 0+1                  | 0                    | 0                    | 0                    | 1        | 0      | 0           | 0          |
| Wan Guiwen               | -            | -            | -            | -            | -             | -             | -             | -             | 0                    | 0                    | 0                    | 0                    | 0        | 0      | 0           | 0          |
| Wang Shenchao            | 20           | 1            | 0            | 1            | 1             | 0             | 0             | 0             | -                    | -                    | -                    | -                    | 21       | 1      | 0           | 1          |
| Wei Lai                  | -            | -            | -            | -            | -             | -             | -             | -             | 0+1                  | 0                    | 0                    | 0                    | 1        | 0      | 0           | 0          |
| Wei Zhen                 | 19           | 1            | 3            | 0            | 6             | 0             | 0             | 1             | -                    | -                    | -                    | -                    | 25       | 1      | 3           | 1          |
| Xiao Mingjie             | -            | -            | -            | -            | -             | -             | -             | -             | 0+1                  | 0                    | 0                    | 0                    | 1        | 0      | 0           | 0          |
| Yan Junling              | 20           | -12          | 0            | 0            | 1             | -1            | 0             | 0             | -                    | -                    | -                    | -                    | 21       | -13    | 0           | 0          |
| Yang Shiyuan             | 14           | 1            | 5            | 0            | 5             | 1             | 0             | 0             | -                    | -                    | -                    | -                    | 19       | 2      | 5           | 0          |
| Ye Shanqing              | -            | -            | -            | -            | -             | -             | -             | -             | 0                    | 0                    | 0                    | 0                    | 0        | 0      | 0           | 0          |
| Yu Hai                   | 14           | 0            | 1            | 1            | 7             | 0             | 1             | 0             | -                    | -                    | -                    | -                    | 21       | 0      | 2           | 1          |
| Yu Hao                   | -            | -            | -            | -            | -             | -             | -             | -             | 0+1                  | 0                    | 0                    | 0                    | 1        | 0      | 0           | 0          |
| Yu Rui                   | 2            | 0            | 0            | 0            | 3             | 0             | 0             | 0             | -                    | -                    | -                    | -                    | 5        | 0      | 0           | 0          |
| Zhang En'ge              | -            | -            | -            | -            | -             | -             | -             | -             | 0+1                  | 0                    | 0                    | 0                    | 1        | 0      | 0           | 0          |
| Zhang Huachen            | 12           | 2            | 0            | 0            | 5             | 0             | 0             | 0             | -                    | -                    | -                    | -                    | 17       | 2      | 0           | 0          |
| Zhang Huiyu              | -            | -            | -            | -            | -             | -             | -             | -             | 0+1                  | 0                    | 0                    | 0                    | 1        | 0      | 0           | 0          |
| Zhang Wei                | 2            | 0            | 0            | 0            | 2             | 0             | 0             | 0             | -                    | -                    | -                    | -                    | 4        | 0      | 0           | 0          |
| Zhang Yi                 | 1            | 0            | 0            | 0            | 0             | 0             | 0             | 0             | -                    | -                    | -                    | -                    | 1        | 0      | 0           | 0          |
| Zhang Yunkai             | -            | -            | -            | -            | -             | -             | -             | -             | 0                    | 0                    | 0                    | 0                    | 0        | 0      | 0           | 0          |
| Zheng Zelong             | -            | -            | -            | -            | -             | -             | -             | -             | 0+1                  | 0                    | 0                    | 0                    | 1        | 0      | 0           | 0          |
| Zhou Zheng               | -            | -            | -            | -            | -             | -             | -             | -             | 0+1                  | 0                    | 0                    | 0                    | 1        | 0      | 0           | 0          |
| Zhu Jiayi                | -            | -            | -            | -            | -             | -             | -             | -             | 0+1                  | 0                    | 0                    | 0                    | 1        | 0      | 0           | 0          |